# 橋本根大
橋本 根大（はしもと ねびろ、1994年10月7日 - ）は、日本の映画監督、脚本家である。群馬県館林市出身。

## 来歴
「映画における表現の自由さ」に惹かれ、大学卒業後に専門学校東京ビジュアルアーツに進学。
2019年には、長編映画『それはまるで人間のように』と短編映画『東京少女』が「第30回東京学生映画祭」にダブルノミネート。後者は短編コンペティション部門グランプリを受賞したほか、同年に開催された「第42回ぴあフィルムフェスティバル」においても映画ファン賞を受賞した。
また、短編映画『ハイトエラ』が「門真国際映画祭2019」にて優秀作品賞を受賞し、同年にはAbemaTVで配信されているバラエティ番組「極楽とんぼのタイムリミット」の企画「映画予告編にタイムリミット」にて優勝し、短編映画『死んでしまったわたしのために』を制作した。
2021年には、長編映画『アポトーシス』が「MOOSIC LAB 2020 コンペティション部門」にノミネートされた。

## 人物
高校3年生の夏、部活動引退を機に日記をつけ始め、1日1ページを目標とし書き始めるも、その退屈な日常から「その日起きた出来事」を書く事が出来ず「空想」を書き始める。その体験がきっかけになり「日記に書き起こした空想に形を与えたい」という思いを抱き、映画監督の道を志すようになったという。

## フィルモグラフィ

### 映画
| 年   | タイトル                     | 長編 | 短編 | 上映時間 | 備考                                                                                            |
| ---- | ---------------------------- | ---- | ---- | -------- | ----------------------------------------------------------------------------------------------- |
| 2017 | 花人間                       | No   | Yes  | 22分     |                                                                                                 |
| 2018 | 深海の泰子                   | No   | Yes  | 11分     |                                                                                                 |
| 2018 | いろかす                     | No   | Yes  | 2分      |                                                                                                 |
| 2018 | 死譚淡々                     | Yes  | No   | 46分     |                                                                                                 |
| 2018 | Happy Happy                  | No   | Yes  | 6分      | The 48 Hour Film Project 観客賞受賞                                                             |
| 2018 | 溶けるしまうま               | No   | Yes  | 21分     |                                                                                                 |
| 2018 | Shinitamy                    | No   | Yes  | 22分     |                                                                                                 |
| 2019 | 来世進路表                   | No   | Yes  | 5分      |                                                                                                 |
| 2019 | 東京少女                     | No   | Yes  | 8分      | 東京学生映画祭短編コンペティション部門グランプリ受賞 ぴあフィルムフェスティバル映画ファン賞受賞 |
| 2019 | ハイトエラ                   | Yes  | No   | 31分     | 門真国際映画祭優秀作品賞受賞                                                                    |
| 2019 | それはまるで人間のように     | Yes  | No   | 78分     | 東京学生映画祭長編コンペティション部門ノミネート                                                |
| 2019 | 死んでしまったわたしのために | No   | Yes  | 18分     | AbemaTV「極楽とんぼのタイムリミット」の番組内企画「映画予告編にタイムリミット」優勝             |
| 2019 | そして7日目が終わりました    | No   | Yes  | 7分      |                                                                                                 |
| 2020 | サファイア                   | Yes  | No   | 44分     |                                                                                                 |
| 2021 | アポトーシス                 | Yes  | No   | 90分     | MOOSIC LAB コンペティション部門ノミネート                                                       |